# ライトヘビー級
ライトヘビー級（ライトヘビーきゅう、英: light heavy weight）は、ボクシングなどの格闘技で用いられる階級の1つ。

## ボクシング
プロボクシングでの契約ウェートは、168 - 175ポンド (76.204 - 79.379kg) 。スーパーミドル級とクルーザー級の間の階級で、全17階級中3番目に重い階級。
女子ではIBFとWBOは男子と同じ契約ウェートで設置している。WBAはライトヘビー級を175ポンド超と定め、最重量階級となっていたが、2025年のヘビー級創設によりIBF・WBOと同様になった。WBCはライトヘビー級を設置していない（168ポンド超をヘビー級と定めている）。
アマチュアボクシングでは、男子75 - 80kg、女子75 - 81kg。
初代王者はジャック・ルート（アメリカ合衆国）。
この階級の世界王座最多防衛記録はダリユシュ・ミハルチェフスキ（ポーランド / WBO）の23度。アマチュアではモハメド・アリ（カシアス・クレイ）が1960年のローマオリンピックで金メダルを獲得した階級。
日本では、寺地永、西澤ヨシノリ、クレイジー・キムがOPBF東洋太平洋王座を獲得した階級。主要団体での世界挑戦者は未だなく、西澤が2007年12月7日にJBC非公認であるWBFの王座決定戦に出場したが、王座獲得に失敗した。

## 総合格闘技
総合格闘技での契約ウェートは、195 - 205ポンド (88.4505 - 92.9864kg) 。スーパーミドル級とクルーザー級の間の階級であり、全14階級中4番目に重い階級。ネバダ州アスレチック・コミッションおよびボクシング・コミッション協会により規定されている階級である。
- RIZINでは、93.0kg契約と規定している。
- DREAMでは、93.0kg契約と規定していた。
- HERO'Sでは、85.0kg契約と規定していた。

## キックボクシング
- GLORYでの契約ウェートは95.0kgに規定されている。
- ISKAでは、81.5kg (179lbs)契約に規定されている。

## ムエタイ
ムエタイでの契約ウェートは、168 - 175ポンド (76.204 - 79.379kg) 。スーパーミドル級とスーパーライトヘビー級の間の階級であり、全19階級中5番目に重い階級。世界ムエタイ評議会により規定されている。

## レスリング
レスリングでかつてライトヘビー級と呼ばれたものは後の90kg級に当たるが、現在は廃止されている。女子では67kg級をライトヘビー級と呼ぶ事も。

## プロレス
アメリカなどではジュニアヘビー級の下にライトヘビー級を置く場合もある。